# 간달프
간달프(Gandalf)는 J. R. R. 톨킨의 소설 호빗과 반지의 제왕 시리즈에 나오는 마법사이며, 마이아 중 가장 지혜로운 인물로 묘사되어 있고 반지의 제왕에서는 여러 힘의 반지들 중 사우론의 악한 힘이 들어가지않은 요정의 세 반지중 하나인 불의 반지 나랴의 소유자이기도 하다. 불의 마법을 즐겨쓴다.
"회색의 간달프"였던 간달프는 "반지의 제왕" 제1권-"반지원정대"에서 모리아로 들어갔다가 나오는 과정에서 크하잣둠의 다리 위에서 모리아의 발록, '두린의 재앙'과 결투를 벌이다 둘 다 심연으로 떨어지며 후에 부활하여 "백색의 간달프"가 된다.
부활한 간달프는 사루만에게 납치된 호빗을 구하기 위해 아이센가드로 향하는 아라고른 일행과 다시 합류하면서 활약한다. 절대반지를 파괴한 프로도처럼 회색항구에서 서녘으로 떠난다.
간달프는 신다린으로 회색의 방랑자를 의미하는 미스란디르(Mithrandir)라고 불리며, 퀘냐로 올로린(Olórin)이라고 불린다. 간달프라는 이름 자체는 에다에 등장하는 드워프의 이름에서 따온 것으로, wand의 변형인 gand와 elf의 변형인 alf의 합성어로, 설정상 공용어 이름이다. 또한, 소설 중에서 타르쿤과 잉카누스라는 이름 역시 가지고 있다는 것을 확인할 수 있다. 이는 작중 무대가 되는 지역 외에도 어느 정도 인지도를 가진 존재로 인식되고 있다는 것이다.

## 생애
마이아로 천상계에서 있다가, 가운데땅에서 사우론이 난동을 부리자 5명의 마법사를 보내 사우론을 멈추게 하려고 하지만, 라다가스트는 큰 도움이 되지 못했고(호빗에서 고장난 지팡이를 간달프에게 준다.), 사루만은 타락하여 사우론과 절대 반지를 가지려 하지만 패배해 죽는다. 결국은 간달프가 참나무방패 소린과 난쟁이 12명을 돕고, 프로도, 반지 운반자와 반지 원정대의 일원으로 절대 반지를 파괴하러 떠난다. 그리고, 절대 반지 파괴를 하러 가던 도중, 모리아 광산에서 발록과 크하잣둠의 다리에서 결투 후 승리하지만, 발록의 꼬리에 발목을 잡혀 아래로 떨어진다. 심연으로 떨어진 뒤 발록과 싸워 승리하지만 제 기력을 다한 간달프는 생을 거두는가 했으나, 백색의 마법사로 부활하게 된다. 엔트들이 있는 숲에서 아라고른 일행과 다시 만나, 로한으로 떠난다. 로한에 도착한 후, 사루만이 걸어놓은 사악한 술수에 맞은 세오덴을 술수에서 벗어나게 해준다. 그리고 피핀과 함께 미나스 티리스에서 전쟁을 지휘한다. 그리고, 모르도르의 앞에서 사우론의 시선을 프로도 배긴스와 샘에서 벗아나게 한 다음 절대 반지를 파괴할 것이라는 계획 후 실행했다. 그러나 사우론의 입이 프로도의 미스릴 갑옷을 보여주자 잠시 절망했지만, 사우론의 입이 첩자라 한 것에 아직 절대 반지를 못 얻은 모양임을 알게된다. 그리고, 아라고른, 미나스 티리스의 군사들과 공격을 한다. 그리고 프로도가 유혹을 참지 못하고 절대 반지를 끼자 사우론이 이제 자신의 목숨이 저 호빗들(골룸은 타락한 호빗임)에게 달려 있다는 것을 이제야 알게 된다. 그러자 사우론은 나즈굴을 즉시 보내 잡게 했지만, 골룸이 프로도의 손가락을 물어 뜯어 프로도는 모르도르의 밖으로 밀려나고, 골룸을 기분이 좋아 점프하다가, 결국은 서있던 돌이 부서져 모르도르의 용암 속으로 떨어져 죽고, 절대 반지도 파괴되자 사우론과 나즈굴, 그 많던 오크들까지 모두 파멸한다. 그리고 간달프는 프로도와 샘을 자신의 독수리를 들고 모르도르의 폭파 현장을 나와 미나스 티리스로 돌아간다. 그리고, 절대 반지의 상처를 받은 프로도와 빌보와 천상계로 건너간다.

## 같이 보기
- 간달프 (김프)